# Báratro
El báratro (en griego, βάραθρον, bárathron) era originariamente un profundo hoyo o precipicio situado en Atenas fuera de las murallas, en una cantera al oeste de la Acrópolis, en el que se solían arrojar los condenados a muerte. Como método de ejecución cumplía en Atenas una función similar a la del espartano barranco Ceadas (καιάδας), o a la de la romana roca Tarpeya.
Según Herótodo, en el báratro fueron arrojados los heraldos persas que, en 491 a. C., conminaron a Atenas a ofrecer el agua y la tierra —signo de sumisión y vasallaje al rey persa—, «instándoles a que sacasen de allí la tierra y el agua y se la llevaran al rey».
La relación del báratro con la muerte asoció el término con la entrada del infierno, y luego con el infierno mismo. En tiempos posteriores, a partir del siglo XII, los escritos eclesiásticos empiezan a considerar el término «báratro» como un sinónimo de infierno, y en la actualidad el diccionario de la Real Academia solo recoge esa acepción.